# Rey Celestial
Oscar Leonardo Torres Parra (Puebla, 29 de agosto de 1995-Puebla de Zaragoza, 17 de septiembre de 2017) fue un luchador profesional. Fue principalmente conocido en la lucha libre bajo el nombre Rey Celestial. 
En 2012, ganó el torneo de búsqueda de talentos para Asistencia Asesoría y Administración (Triple A), ¿Quién Pinta para la Corona?. El éxito derivó en un breve contrato con el grupo, donde Celestial luchó varios combates en televisión. En 2013 y 2014, fue uno de los principales carteles de eventos independientes en la Ciudad de México y el Estado de México antes de regresar a su ciudad natal de Puebla, luchar en, entre otros lugares, Arena Coliseo San Ramón.
En 2017, comenzó a luchar para The Crash Lucha Libre. A solo cuatro días de un evento The Crash en San Luis Potosí, Rey Celestial murió luego de ser atropellado por un auto en lo que se supone que es un golpear y correr accidente.
Fue honrado por su ex empleador AAA después de su muerte.
En el momento de su muerte, Rey Celestial estaba casado con La Magnífica, conocida por el Consejo Mundial de Lucha Libre. 
Rey Celestial dejó atrás a un hija pequeña.